# Microsoft OneNote
Microsoft OneNote（マイクロソフト ワンノート）は、マイクロソフトがWindows、macOS、Android、iOS、ChromeOS、ウェブブラウザ向けに公開しているデジタルノートアプリケーションである。

## 概要
一つの用紙（画面）に対して情報やメモなどを効率よく取り込む事ができるように工夫されており、目的ごとにタブを配置して画面内にテキストやメディアファイル等を挿入したり加筆修正することが可能である。手書き機能もあるため、タブレットPCやノートパソコン上での使用にも向く。また、ブラウザ用拡張を使うことにより、ウエブページを画像として保存する機能もある。
競合するサービスとしてはBoostnote、Evernote、Google Keep、Notion、Simplenoteなどが挙げられる。

### 用途
企業の会議、学校・大学の講義でのメモ取り、ウェブ情報のスクラップブックなどに使われる。また、マインドマップに似た使い方により、執筆のアイデアの整理、ブレインストーミングなどに使われる。OneNoteでは、情報整理の初期の段階、すなわち記録と整理を容易にすることに重点がある。OneNoteで大まかに整理し、アイデアを練ったのち、ワープロやプレゼンテーションのソフトで、広く他者に分かりやすく提示するために書式やレイアウトなど整える使用法もある。ネットワークでのコラボレーション・同期機能があるため、OneNote形式のままでも共有できる。

## バージョンの変遷
2002年11月17日に開発を初公表した。
| 製品             | リリース日     |
| ---------------- | -------------- |
| OneNote 2003     | 2003年11月19日 |
| OneNote 2003 SP1 | 2004年7月27日  |
| OneNote 2003 SP2 | 2005年9月26日  |
| OneNote 2003 SP3 | 2007年9月18日  |
| OneNote 2007     | 2007年1月27日  |
| OneNote 2007 SP1 | 2007年12月11日 |
| OneNote 2007 SP2 | 2009年4月28日  |
| OneNote 2010     | 2010年7月15日  |
| OneNote 2010 SP1 | 2011年6月28日  |
| OneNote 2013     | 2013年1月29日  |
| OneNote 2016     | 2015年9月23日  |
| OneNote 2019     | 提供されず     |
| OneNote 2021     | 2021年10月5日  |
| OneNote 2024     | 2024年10月1日  |

OneNote 2010からSkydrive（現OneDrive）との同期機能が搭載された。
本節上述のリリース日はすべて正式版のリリース日。RTM版は正式版の2、3ヶ月前にリリースされるのが通例。
2014年3月17日にWindows/macOS向けOneNoteの無料版が公開された。

## 対応プラットフォーム
下記のほかMicrosoft 365 Copilot（旧Office Online）にも含まれ、WebブラウザやChrome OSからも利用可能である。

### Windows
初代となるOneNote 2003は単体製品としてのみ販売されたが、OneNote 2007以降はMicrosoft Officeスイート製品に搭載された。
2012年7月には、Windows 8専用に開発されたMetroスタイルアプリ版の「OneNote MX」（またはOneNote for Windows 8）が公開された。このOneNote MXはOfficeに含まれるOneNoteとは異なり無償で提供されたが、SharePointサポートやOutlookの統合、バージョン履歴などの機能が省かれていた。その後2014年3月17日には、OneNote 2013がMetroスタイルアプリ版と同様の制限付きで無償化された（office 2013やOffice 365のライセンスがあれば機能制限が解除される）。2015年2月13日から機能制限はほぼ撤廃され、制限は商用利用とローカル保存の可否（ノートブックの保存先がSkyDrive（のちのOneDrive）に限られる）のみとなる。Windows 10にはUWP版のOneNote for Windows 10が標準搭載されたが、使用にはMicrosoft アカウントが必要で、ノートブックの保存先がOneDriveに限定されている。
OneNoteはOfficeにも引き続き搭載されていたが、Office 2016からは単体での販売が無くなりHome and Business以上のエディションを購入する必要がある。UWP版（OneNote for Windows 10）がWindowsにおけるOneNoteのデフォルトの体験であると位置づけられ、デスクトップ版OneNoteはOffice 2019が発売された後も引き続きOneNote 2016が提供された。この方針は2019年に撤回され、デスクトップ版とUWP版両方の更新が決まり、デスクトップ版はOffice 365で提供されるものがOneNote for Office 365（または単にOneNote、のちにOneNote for Microsoft 365）、Office 2021に付属するものがOneNote 2021と呼称されるようになった。
2021年には、将来的にOneNoteがデスクトップ版に統合され、UWP版（OneNote for Windows 10）の提供が2025年10月に停止されることが発表された。この方針により、UWP版OneNoteはWindows 11には搭載されなかったが、デスクトップ版OneNoteがMicrosoftストアで提供されている。

### モバイル
OneNoteはiOS、iPadOS、Android向けに無償で提供されている。
OneNote Mobileは2010年にWindows Phone 7向けにリリースされた。その後2011年にはiOS向けが、2012年にはOneNote for Androidがリリースされた。

### macOS
2014年3月17日から OneNote for Macが無償で提供されている。